# Episkopalkirche von Kuba

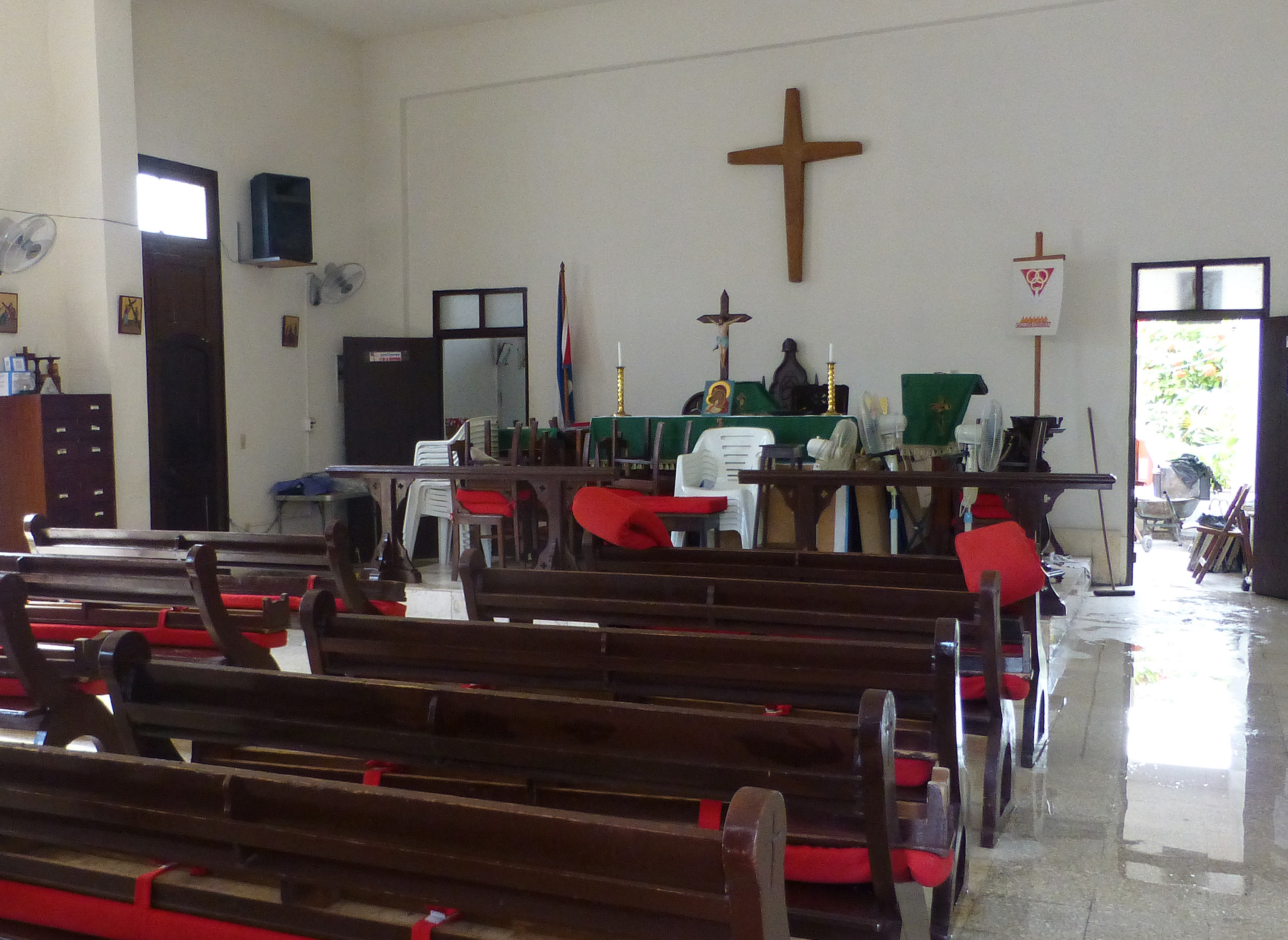
Episkopalkirche San Pablo, Cienfuegos

Die Episkopalkirche von Kuba (spanisch Iglesia Episcopal de Cuba) war eine Mitgliedskirche der Anglikanischen Gemeinschaft in Kuba. Ursprünglich durch US-Missionare der Episcopal Church in the USA gegründet, war sie bis 1967 Teil dieser Kirche. Aufgrund politischer Spannungen zwischen den USA und dem kommunistisch gewordenen Kuba wurde die kubanische Episkopalkirche 1967 eine extraprovinzielle Diözese der anglikanischen Gemeinschaft, die zu keiner Kirchenprovinz gehörte. 2020 kehrte sie als Diocese of Cuba in die Episcopal Church in the USA zurück.
28 Priester, davon zwei Frauen und drei Diakone, betreuen heute etwa 6000 Gläubige in 46 Gemeinden und fünf Missionen. Am 10. Juni 2007 wurde Nerva Cot zur Weihbischöfin geweiht. Sie ist die erste Frau, die in einem Entwicklungsland für das anglikanische Bischofsamt geweiht wurde. Die amtierende Bischöfin ist Griselda Delgado Del Carpio (* 1955).